# 베데스다 소프트웍스
베데스다 소프트웍스 LLC(Bethesda Softworks LLC)는 메릴랜드주 록빌에 위치한 미국의 비디오 게임 배급사이다. 이 회사는 1986년에 미디어 테크놀로지 리미티드(Media Technology Limited)의 한 부문으로 크리스토퍼 위버에 의해 설립되었으며 1999년에 제니맥스 미디어의 자회사가 되었다. 처음 15년 간 비디오 게임 개발사였으며 타이틀을 자체 배급하였다. 2001년에 베데스다는 사내 개발팀을 베데스다 게임 스튜디오로 분기하였으며 베데스다 소프트웍스는 배급만 맡게 되었다. 현재 제니맥스 온라인 스튜디오, 이드 소프트웨어, 아케인 스튜디오, 머신게임스, 탱고 게임웍스, 배틀크라이 스튜디오의 게임도 배급하고 있다.

## 배급한 게임

### 1980년대와 1990년대
- 웨인 그레츠키 하키 (1988-1990)
- 터미네이터 시리즈 (1990-1995)
- 엘더 스크롤 시리즈 (1994-현재)
- Symbiocom (1998)
- 제로 크리티컬 (1998)

### 2000년대
- IHRA 드래그 레이싱 시리즈 (2000-2006)
- 캐리비안의 해적 시리즈 (2003-2006)
- 콜 오브 크툴루: 다크 코너 오브 디 어스 (2005)
- 스타트렉 시리즈 (2006-2007)
- 폴아웃 시리즈 (2008-현재)
- 웻 (2009)
- 로그 워리어 (2009)

### 2010년대
- 둠 시리즈 (2010-현재)
- 브링크 (2011)
- 헌티드: 더 데몬스 포지 (2011)
- Rage (2011)
- 디스아너드 시리즈 (2012-현재)
- 울펜슈타인 시리즈 (2014-현재)
- 디 이블 위딘 시리즈 (2014-현재)
- 프레이 (2017)